# Mirai Kōro
"Mirai Kōro" (未来航路) é um single da banda japonesa de rock La'cryma Christi, lançado em 26 de agosto de 1998 pela Polydor. A canção, levemente remixada, foi incluída no álbum Lhasa. É tema de encerramento do anime Nightwalker. O lado-b é "Siam's Eye", um dos primeiros singles da banda.
"Mirai Koro" é uma canção de 8 batidas com um ritmo de 16 batidas. Foi composta pelo guitarrista Koji e a letra foi escrita pelo vocalista Taka, enquanto o single foi produzido por Hajime Okano. Ela foi incluída em diversas compilações posteriores da banda, como Single Collection e La'cryma Christi Singles + Clips.

## Recepção
O single alcançou a terceira posição na Oricon Singles Chart, ficando na parada por oito semanas. Vendeu 191 mil cópias no total, se tornando o single mais vendido da banda. Por vender mais de 100 mil cópias, foi certificado disco de ouro pela RIAJ em outubro de 1998.
Em análise, o CD Journal disse que é uma faixa "refrescante e não tão descolada quanto bandas americanas tendem a ser".
A banda Blu-Billion fez um cover de "Mirai Kōro" para o álbum Crush! 2 -V-Rock Best Hit Cover Songs- (2011), onde artistas visual kei mais recentes homenageiam artistas visual kei dos anos 1990.

## Faixas
| N.º | Título                         | Duração |  |
| 1.  | "Mirai Kōro" (未来航路)        |         |  |
| 2.  | "Siam's Eye"                   |         |  |
| 3.  | "Mirai Kōro" (unvocal version) |         |  |
| 4.  | "Siam's Eye" (unvocal version) |         |  |

## Créditos
- Taka – vocais, teclado
- Hiro – guitarra solo
- Koji – guitarra rítmica
- Shuse – baixo
- Levin – bateria